# Aphanostephus
 Aphanostephus  DC., 1836 è un genere di piante angiosperme dicotiledoni della famiglia delle Asteraceae, sottofamiglia Asteroideae, tribù Astereae (North American lineage) e sottotribù Conyzinae.

## Etimologia
Il nome del genere deriva dal greco "aphanes" (= oscuro) e "stephanos" (= corona). Il nome probabilmente fa riferimento alla bassa corona del pappo di alcune specie di questo genere.
Il nome scientifico del genere è stato definito dal botanico Augustin Pyramus de Candolle (1778-1841) nella pubblicazione " Prodromus Systematis Naturalis Regni Vegetabilis ... (DC.)" ( Prodr. [A. P. de Candolle] 5: 310) del 1836.

## Descrizione

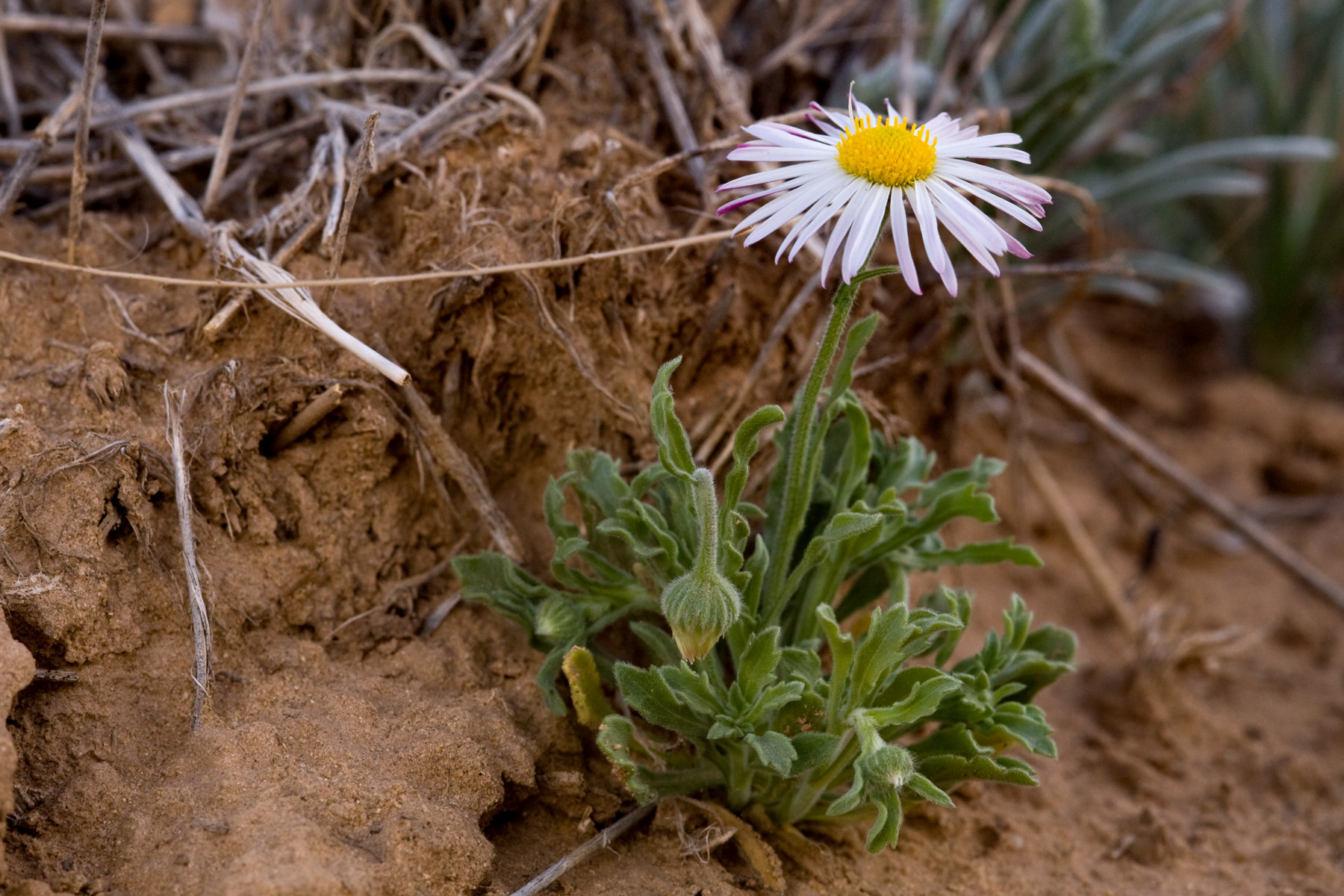
Il portamento
Aphanostephus ramosissimus

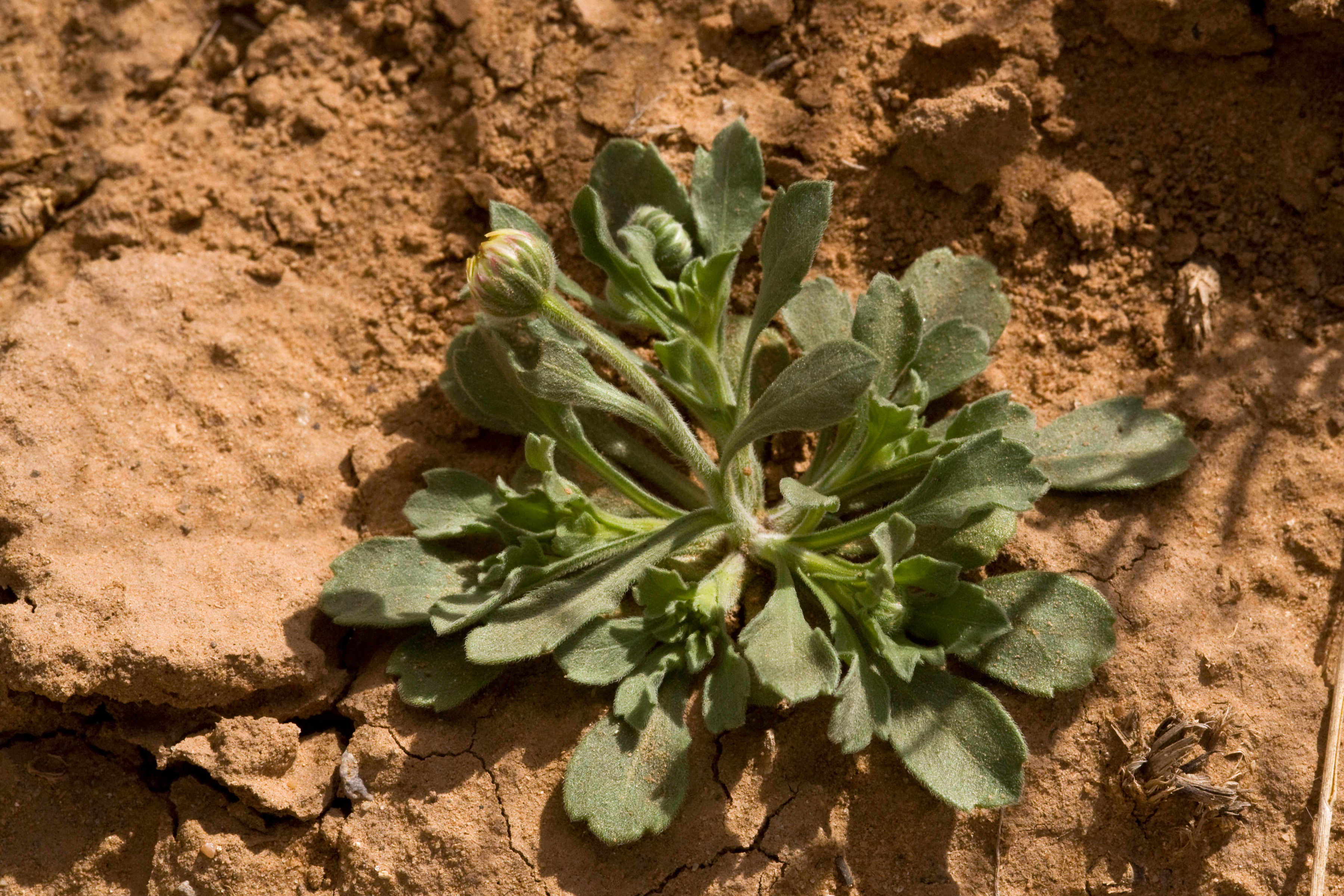
Le foglie
Aphanostephus ramosissimus

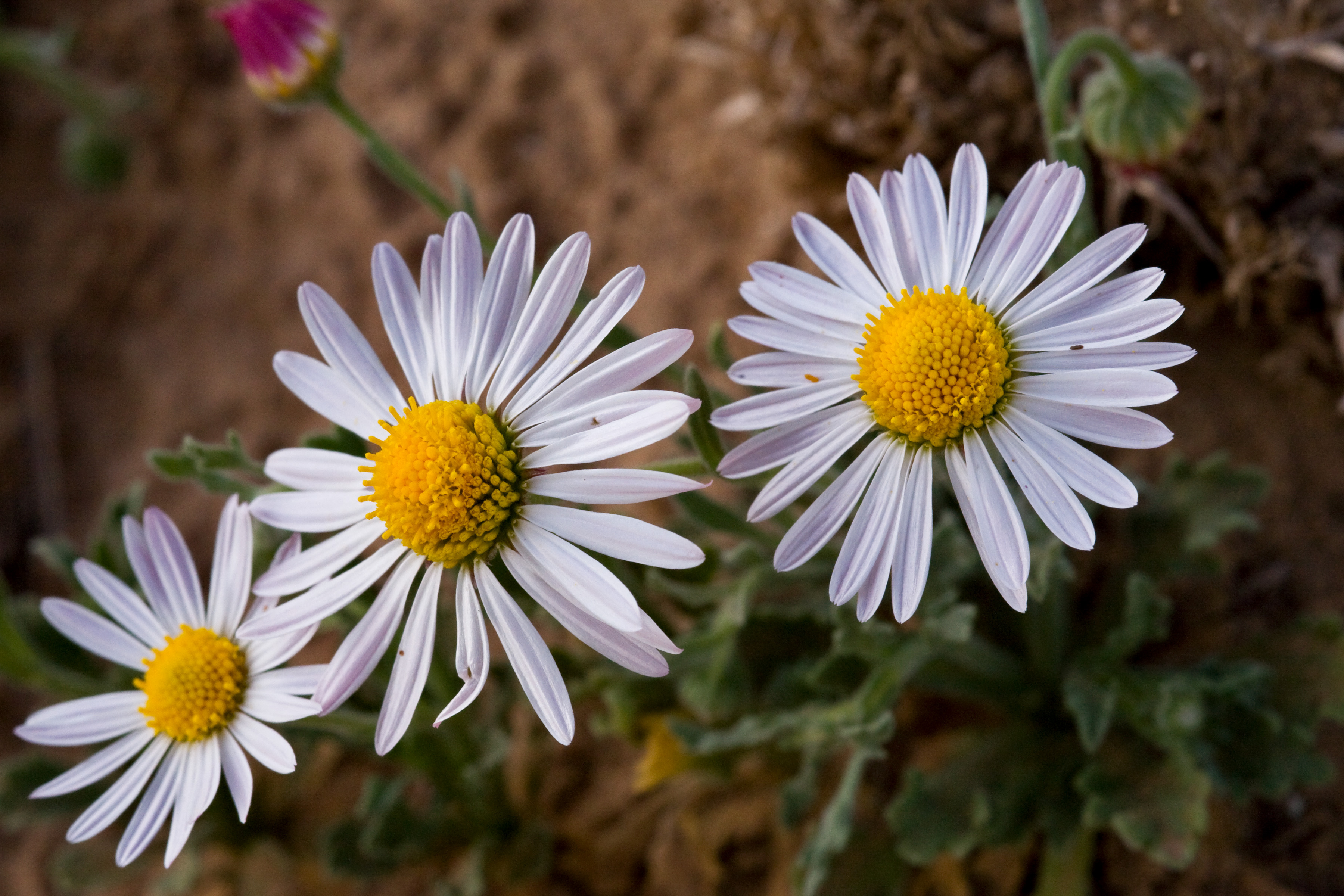
Infiorescenza
Aphanostephus ramosissimus

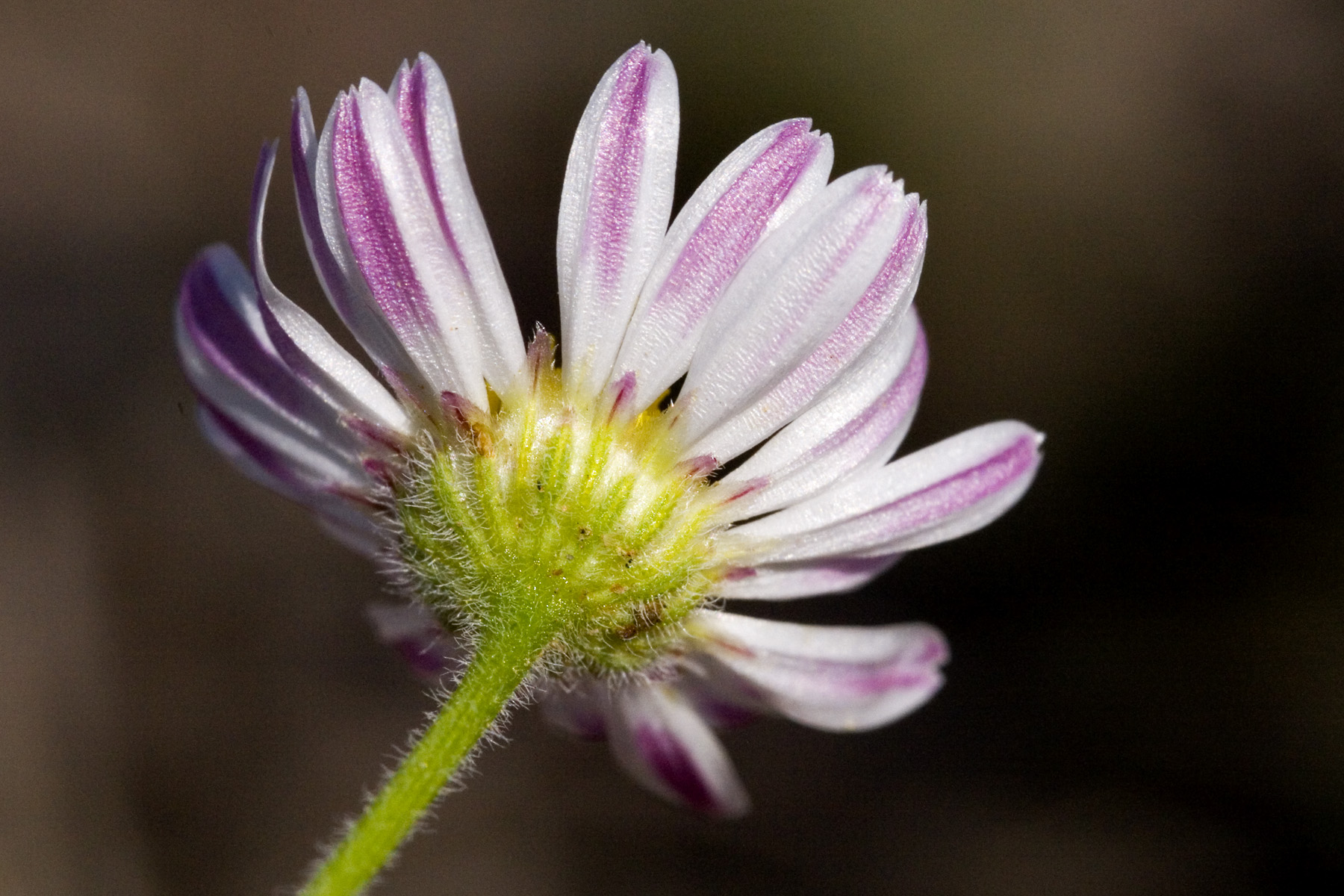
I fiori
Aphanostephus ramosissimus

Portamento. Le specie di questa sottotribù hanno un ciclo biologico annuale o perenne. Sono erbacee con indumento peloso (i peli del fusto e delle foglie sono diffusamente appressati).
Fusto. La parte aerea è eretta o decombente (scaposa), semplice o ramosa. Altezza media: 5 - 50 cm.
Foglie. Le foglie si dividono in basali e caulinari. Quelle basali possono essere persistenti o meno alla fioritura. Le foglie lungo il fusto sono disposte in modo alterno, sono sessili o picciolate. Le foglie hanno una ampia lamina a forma variabile da lineare-lanceolata a largamente oblanceolate da intera a pennatifida. Le facce si presentano da scarsamente strigose a irsute.
Infiorescenza. Le sinflorescenze sono singole (un solo capolino). Le infiorescenze vere e proprie sono composte da un capolino terminale peduncolato di tipo radiato. I capolini sono formati da un involucro, con forme ampiamente emisferiche (ma anche depresse), composto da 25 - 50 brattee, al cui interno un ricettacolo fa da base ai fiori di due tipi: fiori del raggio e fiori del disco. Le brattee, con un nervo centrale resinoso, con forme da ovate a lanceolate, a consistenza da fogliacea, con margini scariosi, sono disposte in modo più o meno embricato e scalato su 3 - 5 serie. Il ricettacolo in genere è nudo ossia senza pagliette a protezione della base dei fiori; la forma varia da convessa a conica. Dimensioni dell'involucro: 3,5 – 8 × 4 – 10 mm.
Fiori.  I fiori sono tetra-ciclici (formati cioè da 4 verticilli: calice – corolla – androceo – gineceo) e pentameri (calice e corolla formati da 5 elementi). Si distinguono in:
- fiori del raggio (esterni): da 10 a 75 per capolino, sono femminili e sono disposti su una sola (o due) serie; la forma è ligulata (zigomorfa);
- fiori del disco (centrali): sono più numerosi (da 25 a 400) con forme brevemente tubulose (attinomorfe); sono ermafroditi.

- Formula fiorale:

*/x K {\displaystyle \infty }, [C (5), A (5)], G 2 (infero), achenio
- Calice: i sepali del calice sono ridotti ad una coroncina di squame.

- Corolla: 
  - fiori del raggio: la forma della corolla alla base è più o meno tubulosa-imbutiforme, mentre all'apice è ligulata; la ligula è ampia e può terminare con alcuni denti; le corolle sono bianche con sfumature porpora;
  - fiori del disco: la forma è tubulare/imbutiforme bruscamente divaricata in 5 lobi; i lobi, eretti, hanno una forma deltata; il colore è giallo.

- Androceo: l'androceo è formato da 5 stami sorretti da filamenti generalmente liberi; gli stami sono connati e formano un manicotto circondante lo stilo; le teche (produttrici del polline) alla base sono troncate e sono lievemente auricolate (molto raramente sono speronate o hanno una coda); le appendici apicali delle antere hanno delle forme piatte e lanceolate; il tessuto endoteciale (rivestimento interno dell'antera) è quasi sempre polarizzato (con due superfici distinte: una verso l'esterno e una verso l'interno). Il polline è sferico con un diametro medio di circa 25 micron;  è tricolporato (con tre aperture sia di tipo a fessura che tipo isodiametrica o poro) ed è echinato (con punte sporgenti).[10][12]

- Gineceo: l'ovario è infero uniloculare formato da 2 carpelli.[6] Lo stilo (il recettore del polline) è profondamente bifido (con due stigmi divergenti) e con le linee stigmatiche marginali separate.[13] I due bracci dello stilo hanno una forma più o meno deltata e possono essere papillosi o ricoperti da ciuffi di peli.

Frutti. I frutti sono degli acheni con pappo; in alcune specie è presente un certo dimorfismo (gli acheni dei fiori del raggio differiscono dagli acheni dei fiori del disco);
- achenio: gli acheni sono provvisti di 4 angoli con pareti spesse e 4 - 12 nervi (o coste) superficiali; la superficie è strigosa o glabra;
- pappo: il pappo è persistente o caduco ed è formato da un anello di corte ciglia o scaglie (come una coroncina) con o senza setole; il pappo può mancare.

## Biologia
Impollinazione: l'impollinazione avviene tramite insetti (impollinazione entomogama tramite farfalle diurne e notturne).

Riproduzione: la fecondazione avviene fondamentalmente tramite l'impollinazione dei fiori (vedi sopra).

Dispersione: i semi (gli acheni) cadendo a terra sono successivamente dispersi soprattutto da insetti tipo formiche (disseminazione mirmecoria). In questo tipo di piante avviene anche un altro tipo di dispersione: zoocoria. Infatti gli uncini delle brattee dell'involucro (se presenti) si agganciano ai peli degli animali di passaggio disperdendo così anche su lunghe distanze i semi della pianta. Inoltre per merito del pappo il vento può trasportare i semi anche a distanza di alcuni chilometri (disseminazione anemocora).

## Distribuzione e habitat
Le specie di questo genere sono distribuite negli Stati Uniti d'America meridionale e America centrale.

## Sistematica
La famiglia di appartenenza di questa voce (Asteraceae o Compositae, nomen conservandum) probabilmente originaria del Sud America, è la più numerosa del mondo vegetale, comprende oltre 23.000 specie distribuite su 1.535 generi, oppure 22.750 specie e 1.530 generi secondo altre fonti (una delle checklist più aggiornata elenca fino a 1.679 generi). La famiglia attualmente (2021) è divisa in 16 sottofamiglie; la sottofamiglia Asteroideae è una di queste e rappresenta l'evoluzione più recente di tutta la famiglia.

### Filogenesi
La tribù Astereae (una delle 21 tribù della sottofamiglia Asteroideae) comprende circa 40 sottotribù. In base alle ultime ricerche nella tribù sono stati individuati (provvisoriamente) 5 principali lignaggi:
- Basal grade: include alcuni generi isolati, il gruppo "South American-Oceania",  alcune sottotribù africane e il gruppo dei generi legnosi del Madagascar.
- Bellis lineage: comprende le sottotribù eurasiatiche e una sottotribù africana.
- Aster lineage: include i generi asiatici di Asterinae e i principali gruppi dell'Australia e dell'Oceania.
- Baccharis lineage: include alcuni gruppi sudamericani.
- North American lineage: include la vasta gamma di sottotribù del Nordamerica, Messico e alcuni gruppi distribuiti nel Sudamerica.

Il genere  Aphanostephus (insieme alla sottotribù Conyzinae) è incluso nel lignaggio "North American lineage". Alcune analisi di tipo filogenetico hanno diviso la sottotribù in 6 cladi; Aphanostephus è incluso nel Clade IV (Nord America/Europa).
I caratteri distintivi del genere sono:
- le foglie hanno una ampia lamina a forma lineare-lanceolata di tipo pennatifida;
- i peli del fusto e delle foglie sono diffusamente appressati;
- gli acheni sono provvisti di 4 angoli con pareti spesse e nervi superficiali.

Il numero cromosomico delle specie di questo genere è: 2n = 10 ridotto a 8 o 6.

### Elenco delle specie
Questo genere ha 5 specie:
- Aphanostephus jaliscensis Shinners
- Aphanostephus pilosus  Buckley
- Aphanostephus ramosissimus  DC.
- Aphanostephus riddellii  Torr. & A.Gray
- Aphanostephus skirrhobasis  Trel.

### Sinonimi
Sono elencati alcuni sinonimi per questa entità:
- Keerlia DC.
- Leucopsidium  DC.